# Bundestagswahlkreis Kamenz – Hoyerswerda – Großenhain
Der Bundestagswahlkreis Kamenz – Hoyerswerda – Großenhain war ein Wahlkreis in Sachsen bei den Bundestagswahlen 2002 und 2005. Er trug die Wahlkreisnummer 156 und umfasste die ehemals kreisfreie Stadt Hoyerswerda und den ehemaligen Landkreis Kamenz sowie die Städte Großenhain, Gröditz und die Gemeinden Ebersbach, Glaubitz, Lampertswalde, Nünchritz, Priestewitz, Röderaue, Schönfeld, Tauscha, Thiendorf, Weißig a.Raschütz, Wildenhain, Wülknitz, Zabeltitz des ehemaligen Landkreises Riesa-Großenhain.
Mit der Kreisreform von 2008 wurden auch die Wahlkreise in Sachsen grundsätzlich neu gestaltet. Der Wahlkreis Kamenz – Hoyerswerda – Großenhain wurde dabei aufgelöst. Hoyerswerda und der größte Teil des ehemaligen Landkreises Kamenz wurden zur Bundestagswahl 2009 dem Bundestagswahlkreis Bautzen I zugeordnet, bis auf einige Gemeinden aus dem Dresdener Umland, die zum Bundestagswahlkreis Dresden II – Bautzen II wechselten. Die Gemeinden des ehemaligen Landkreises Riesa-Großenhain kamen zum neuen Bundestagswahlkreis Meißen.

## Bundestagswahl 2005
| Kandidaten                     | Kandidaten                  | Parteien/Listen                        | Erststimmen | Erststimmen | Zweitstimmen | Zweitstimmen |
| Kandidaten                     | Kandidaten                  | Parteien/Listen                        | Stimmen     | %           | Stimmen      | %            |
| ------------------------------ | --------------------------- | -------------------------------------- | ----------- | ----------- | ------------ | ------------ |
|                                | Henry Nitzschegewählt im WK | CDU, ab 15. Dezember 2006 fraktionslos | 55.497      | 34,5        | 48.536       | 30,2         |
|                                | Barbara Wittig              | SPD                                    | 38.815      | 24,2        | 36.412       | 22,7         |
|                                | Klaus Grehn                 | Die Linke.                             | 37.623      | 23,4        | 39.051       | 24,3         |
|                                | Klaus Haupt                 | FDP                                    | 11.636      | 7,2         | 16.069       | 10,0         |
|                                | Jörg Stern                  | GRÜNE                                  | 4.372       | 2,7         | 5.466        | 3,4          |
|                                | Holger Apfel                | NPD                                    | 10.732      | 6,7         | 10.447       | 6,5          |
|                                | –                           | REP                                    | –           | –           | 679          | 0,4          |
|                                | –                           | PBC                                    | –           | –           | 704          | 0,4          |
|                                | Ricky Morchner              | BüSo                                   | 1.961       | 1,2         | 1.037        | 0,6          |
|                                | –                           | AGFG                                   | –           | –           | 1.516        | 0,9          |
|                                | –                           | MLPD                                   | –           | –           | 341          | 0,2          |
|                                | –                           | PSG                                    | –           | –           | 498          | 0,3          |
| Gesamt                         | Gesamt                      | Gesamt                                 | 160.636     | 100         | 160.756      | 100          |
|                                |                             |                                        |             |             |              |              |
| Ungültige Stimmen              | Ungültige Stimmen           | Ungültige Stimmen                      | 3.373       | 2,1         | 3.253        | 2,0          |
| Wähler                         | Wähler                      | Wähler                                 | 164.009     | 76,9        | 164.009      | 76,9         |
| Wahlberechtigte                | Wahlberechtigte             | Wahlberechtigte                        | 213.261     |             | 213.261      |              |
|                                |                             |                                        |             |             |              |              |
| Quellen: Der Bundeswahlleiter, |                             |                                        |             |             |              |              |

## Bundestagswahl 2002
| Kandidaten                     | Kandidaten                  | Parteien/Listen   | Erststimmen | Erststimmen | Zweitstimmen | Zweitstimmen |
| Kandidaten                     | Kandidaten                  | Parteien/Listen   | Stimmen     | %           | Stimmen      | %            |
| ------------------------------ | --------------------------- | ----------------- | ----------- | ----------- | ------------ | ------------ |
|                                | Henry Nitzschegewählt im WK | CDU               | 58.381      | 37,6        | 53.238       | 34,3         |
|                                | Barbara Wittig              | SPD               | 50.023      | 32,2        | 49.877       | 32,2         |
|                                | Klaus Grehn                 | PDS               | 28.479      | 18,3        | 26.845       | 17,3         |
|                                | Thomas Stolle               | GRÜNE             | 3.351       | 2,2         | 4.917        | 3,2          |
|                                | Klaus Haupt                 | FDP               | 10.993      | 7,1         | 11.840       | 7,6          |
|                                | –                           | REP               | –           | –           | 1.757        | 1,1          |
|                                | −                           | NPD               | –           | –           | 2.288        | 1,5          |
|                                | −                           | PBC               | –           | –           | 632          | 0,4          |
|                                | Günter Schmidt              | GRAUE             | 1.974       | 1,3         | 1.202        | 0,8          |
|                                | –                           | BüSo              | –           | –           | 362          | 0,2          |
|                                | –                           | Schill            | –           | –           | 2.036        | 1,3          |
|                                | Friedrich Ringel            | FP Deutschlands   | 2.003       | 1,3         | –            | –            |
| Gesamt                         | Gesamt                      | Gesamt            | 155.204     | 100         | 154.994      | 100          |
|                                |                             |                   |             |             |              |              |
| Ungültige Stimmen              | Ungültige Stimmen           | Ungültige Stimmen | 4.019       | 2,5         | 4.229        | 2,7          |
| Wähler                         | Wähler                      | Wähler            | 159.223     | 73,8        | 159.223      | 73,8         |
| Wahlberechtigte                | Wahlberechtigte             | Wahlberechtigte   | 215.805     |             | 215.805      |              |
|                                |                             |                   |             |             |              |              |
| Quellen: Der Bundeswahlleiter, |                             |                   |             |             |              |              |

## Wahlkreissieger
| Wahl | Name           | Partei | Erststimmen in % |
| ---- | -------------- | ------ | ---------------- |
| 2005 | Henry Nitzsche | CDU    | 34,5             |
| 2002 | Henry Nitzsche | CDU    | 37,6             |